# Barragem do Monte da Rocha
A Barragem do Monte da Rocha fica situada no Baixo Alentejo, no concelho de Ourique, perto da localidade de Panóias. Construída sobre o leito do Rio Sado, esta barragem entrou em funcionamento em 1972. A sua utilização é predominantemente agrícola.

## Descrição
A barragem situa-se nas imediações da povoação de Panóias, no concelho de Ourique, e represa o Rio Sado, em cuja bacia hidrográfica se situa. Tem como principais funções a rega e o abastecimento de água. O aterro é composto por terra zonada, com uma altura de 55 m sobre a fundação e de 51 m sobre o terreno natural, sendo a fundação em xistos e grauvaques. O coroamento tem uma cota de 141,4 m e uma largura de 10 m. A barragem conta com duas banquetas a jusante. O descarregador de cheias está localizado na margem direita, e consiste num poço vertical ou inclinado, sem controlo. O sistema de descarga de fundo também está situado na margem direita, e é composto por um túnel escavado no solo rochoso, sendo controlado por quatro comportas vagão, duas a montante e outras duas a jusante.

## História
A sua construção foi promovida pela Associação de Regantes e Beneficiários de Campilhas e Alto Sado, tendo sido construída pela empresa A. Supico. Foi planeada pela Direcção-Geral dos Serviços Hidráulicos em 1965, e concluída em 1972. Em Março de 1969, o presidente do conselho, Marcello Caetano, visitou as obras da barragem do Monte da Rocha, como parte do seu percurso pela região meridional do país.
Em 2013, a empresa Águas Públicas do Alentejo anunciou que a Estação de Tratamento de Águas do Monte da Rocha vai ser reabilitada e ampliada, num investimento de cerca de 3,5 milhões de Euros, que iria permitir a ampliação da capacidade de tratamento, passando a servir melhor cerca de 17 mil habitantes nos concelhos de Castro Verde, Ourique, Almodôvar e Odemira. Esta intervenção foi apoiada pela autarquia de Castro Verde, que explicou que iria «garantir a qualidade, a continuidade e a eficiência dos serviços de abastecimento de água em alta numa região com necessidades especiais», incluindo «problemas de escassez de recursos hídricos, dispersão populacional e sensibilidade ambiental».

### Circuito Hidráulico do Monte da Rocha
Em 2018, o Ministério da Agricultura anunciou a construção do Circuito Hidráulico do Monte da Rocha, que vai ligar esta barragem à do Barragem do Roxo, passando a fazer parte da rede servida pela Barragem do Alqueva. Desta forma, seria reforçada a capacidade da barragem do Monte da Rocha, que então abastecia os concelhos de Castro Verde, Ourique e Almodôvar. Porém, este empreendimento foi atrasado devido a diversos problemas, e em Dezembro de 2021, a Ministra da Agricultura, Maria do Céu Antunes, afirmou que o circuito hidráulico iria ser construído. No entanto, cerca de um ano depois os trabalhos ainda não tinham começado, motivo pelo qual a autarquia de Castro Verde questionou a ministra, tendo-lhe sido respondido que já se tinham iniciado os procedimentos necessários, e que a obra iria estar concluída até aos finais de 2025. Estes prazos foram criticados pelo presidente da Câmara Municipal de Castro Verde, António José Brito, tendo alertado que «poderemos estar perante a criação de uma situação dramática» em termos de abastecimento público, uma vez que a albufeira tinha «uma reserva muitíssimo baixa e quase residual».
O anúncio de procedimento foi publicado em 23 de Fevereiro de 2023, tendo a obra, no valor de 27 milhões de Euros, sido entregue à Empresa de Desenvolvimento e Infra Estruturas do Alqueva. Além de assegurar o abastecimento público dos concelhos em redor da barragem, o circuito hidráulico vai igualmente permitir a rega de mais de 2300 ha de campos agrícolas em Aljustrel e Ourique.